# Тривіальне чтиво
Тривіальне чтиво — кримінальна комедія 1997 року.

## Сюжет
Пародія на всесвітньо відомі хіти: «Кримінальне чтиво», «Природжені вбивці», «Форрест Гамп», «Скажені пси», «Смерч» та інші.